# Ptoboroa pulchrior
Ptoboroa pulchrior är en mossdjursart som beskrevs av Gordon 1989. Ptoboroa pulchrior ingår i släktet Ptoboroa och familjen Batoporidae. Inga underarter finns listade i Catalogue of Life.